# 情報経済学
情報経済学（じょうほうけいざいがく、英: information economics）とは、経済活動における情報の働きを扱う学問のことである。情報の経済学（じょうほうのけいざいがく）、情報経済論（じょうほうけいざいろん）などとも呼ばれる。
従来、経済及び経済学においては、「ヒト」「モノ」「カネ」などのリソースが経済活動を構成する要素として重要視されてきたが、人間行動の意思決定要素はこの3つには限られない。その中でも、取り分け行動決定に影響を及ぼすものの1つが情報であり、以前から経済学、特にミクロ経済学において情報の非対称性を中心に研究が行われてきた。2000年代からはインターネットの普及が進み、万人が自由に情報にアクセスできるようになったため、こうした概念にも大きな影響を与えた。

## 情報の非対称性
情報の非対称性は、経済取引における主体者間（例えば企業と消費者）に存在する情報格差を指す言葉である。主体者間に情報格差が存在する場合、効率的な経済取引が阻害され、社会的損失を生み出す可能性が存在する。例えば、消費者は一般的に生産者である企業よりも商品について多くの情報を持たない。このため粗悪な商品を適正価格以上で販売される可能性がある（逆選抜）。また逆に、自動車保険に加入したために、それまでは多大な注意を払っていた運転が、以前に比べていい加減になる可能性も否定できない（モラル・ハザード）。これは保険会社が契約者の行動を常に把握できないことから生じる情報格差である。この他にも多数の例が存在するので、詳しくは以下の項目を参照。
- 情報の非対称性
- モラル・ハザード
- 逆選抜（逆選択）
- レモン市場
- シグナリング（Signalling）
- スクリーニング（Screening）

なお、2001年には、ジョージ・アカロフ、マイケル・スペンス、ジョセフ・E・スティグリッツの3名が、情報の非対称性に関する研究によりノーベル経済学賞を受賞した。